# Pardosa sowerbyi
Pardosa sowerbyi là một loài nhện trong họ Lycosidae.
Loài này thuộc chi Pardosa. Pardosa sowerbyi được Henry Roughton Hogg miêu tả năm 1912.